# Barbra Streisand
Barbara Joan Streisand, (Brooklyn, Nova Iorque, 24 de abril de 1942) mais conhecida como Barbra Streisand, é uma cantora, atriz e cineasta estadunidense de origem judaica. Com uma carreira de mais de seis décadas, alcançou sucesso em vários campos do entretenimento e está entre os poucos artistas premiados com Emmy, Grammy, Óscar e Tony (EGOT). Começou sua carreira se apresentando em casas noturnas e teatros da Broadway, no início dos anos de 1960. Após suas participações em vários programas de televisão, assinou contrato com a Columbia Records, que conseguiu contratá-la após ceder total controle sobre suas produções, sendo esse tipo de exigência notória ao longo de sua carreira. O primeiro disco, The Barbra Streisand Album, foi lançado em 1963, e premiou-a com dois prêmios Grammy. Ao longo de sua carreira musical, atingiu a posição de #1 na parada da Billboard 200, dos Estados Unidos, com 11 álbuns - um recorde para uma mulher - incluindo os álbuns People (1964), The Way We Were (1974), Guilty (1980) e The Broadway Album (1985). Também possui cinco singles em primeiro lugar na Billboard Hot 100, dos Estados Unidos - "The Way We Were", "Evergreen", "You Don't Bring Me Flowers", "No More Tears (Enough Is Enough)" e "Woman in Love".
Seguindo o sucesso na música, estabelecido na década de 1960, se aventurou no cinema no final daquela década. Estrelou o filme aclamado pela crítica Funny Girl (1968), pelo qual ganhou o Oscar de Melhor Atriz. A notoriedade de seu trabalho seguiu com filmes que incluem: o musical Hello, Dolly! (1969), a comédia What's Up, Doc? (1972), e o drama romântico The Way We Were (1973). Ganhou um segundo Óscar por escrever a música tema de A Star Is Born (1976), tornando-se a primeira mulher a ser premiada como compositora. Com o lançamento de Yentl (1983), tornou-se a primeira mulher a escrever, produzir, dirigir e estrelar um filme para um grande estúdio. O filme ganhou um Oscar de Melhor Trilha Sonora e um Globo de Ouro de Melhor Filme Musical. Recebeu o Globo de Ouro de Melhor Diretor, tornando-se a primeira (e por 37 anos, a única) mulher a ganhar esse prêmio. Posteriormente, dirigiu The Prince of Tides (1991) e The Mirror Has Two Faces (1996).
Com vendas estimadas que variam entre 150 e 200 milhões de discos em todo o mundo, Streisand é um dos artistas mais vendidos de todos os tempos. De acordo com a Recording Industry Association of America (RIAA), é a artista feminina com mais álbuns com certificados nos Estados Unidos, 68,5 milhões de unidades, junto com a cantora Mariah Carey. A Billboard a classificou como a maior artista feminina na parada Billboard 200 e a maior artista feminina nas charts de Adult Contemporary de todos os tempos. Seus prêmios incluem dois prêmios da Academia, dez prêmios Grammy, incluindo o Grammy Lifetime Achievement Award e o Grammy Legend Award, cinco prêmios Emmy, quatro Prêmio Peabody, a Medalha Presidencial da Liberdade e nove Globos de Ouro. Após uma polêmica em 2003, envolvendo a divulgação de fotos da sua residência, Barbra causou um efeito social que atualmente leva o nome de efeito Streisand em homenagem ao caso. Em 2023, a artista lançou sua autobiografia, intitulada My Name Is Barbra.

## Primeiros anos

### Família
Nasceu em 24 de abril de 1942, no Brooklyn, em Nova Iorque, filha de Diana (nascida Ida Rosen) e Emanuel Streisand. Sua mãe tinha sido soprano na juventude e considerou uma carreira na música, mas mais tarde se tornou uma secretária escolar. Seu pai era professor de segundo grau na mesma escola de sua mãe, e foi lá onde os dois se conheceram. A família era judia. Seus avós paternos emigraram da Galícia (Polônia-Ucrânia) e seus avós maternos do Império Russo, onde seu avô tinha sido cantor.
Em agosto de 1943, alguns meses após o primeiro aniversário, seu pai morreu, aos 34 anos, de complicações de uma crise epiléptica, possivelmente resultante de um ferimento na cabeça que ocorrera anos antes.:3 A família passou dificuldades financeiras e sua mãe passou a trabalhar como contadora, recebendo um salário de valor baixo. Já adulta, lembrou-se dessa época e disse lembrar-se de como sempre se sentia um "pária", explicando: "O pai de todo mundo voltava do trabalho no final do dia. O meu não".:3 Sua mãe tentou, pagava suas contas, mas não podia dar à filha a atenção que ansiava: "Quando eu queria o amor de minha mãe, ela me dava comida", disse.:3
Sua mãe tinha uma "grande voz" e cantava semi-profissionalmente na ocasião. Durante uma visita a Catskills, quando tinha 13 anos, ela e sua mãe gravaram algumas canções, aquela sessão foi a primeira vez em que se afirmou como artista e também seu "primeiro momento de inspiração".
Streisand tem um irmão mais velho, Sheldon, e uma meia-irmã, a cantora Roslyn Kind, do casamento de sua mãe com Louis Kind, que ocorreu em 1949.

### Educação
Começou sua educação na Judaica Ortodoxa Yeshivá, do Brooklyn, quando tinha cinco anos. Era considerada inteligente e curiosa sobre tudo; no entanto, tinha pouca disciplina e costumava gritar com as pessoas na escola.:3 Em seguida, entrou na Public School 89, no Brooklyn, e durante os primeiros anos escolares começou a assistir televisão e a ir ao cinema. "Eu sempre quis ser alguém, ser famoso... Você sabe, sair do Brooklyn".:3
Ficou conhecida em sua vizinhança por sua voz, e lembra-se de sentar na varanda em frente ao prédio e cantar: "Eu era considerada a garota com a boa voz".:3 Esse talento tornou-se uma forma de chamar a atenção. Costumava praticar seu canto no corredor de seu prédio, que possuía grande quantidade de eco.
A estreia como cantora ocorreu em uma assembleia do PTA, onde se tornou uma revelação para todos, exceto para sua mãe, que era bastante crítica. Foi convidada para cantar em casamentos e acampamentos de verão, além de ter uma audição malsucedida na MGM Records quando tinha nove anos. Quando tinha 13 anos, sua mãe começou a acreditar no seu talento, ajudando-a a fazer uma fita demo de quatro músicas, incluindo "Zing! Went the Strings of My Heart" e "You'll Never Know".:4
Tornar-se atriz era seu principal objetivo. Esse desejo se tornou mais forte quando viu sua primeira peça na Broadway, The Diary of Anne Frank, quando tinha 14 anos. A estrela da peça era Susan Strasberg, cuja atuação queria imitar.:4 Começou a passar seu tempo livre na biblioteca, estudando as biografias de várias atrizes de palco, como Eleanora Duse e Sarah Bernhardt. Além disso, começou a ler romances e peças de teatro e estudar as teorias de atuação de Konstantin Stanislavski e Michael Chekhov.:4
Frequentou a Erasmus Hall High School, no Brooklyn, em 1956, onde se tornou uma estudante honorária em história moderna, inglês e espanhol e se juntou ao Freshman Chorus and Choral Club, onde cantou com outro membro do coral e colega de classe, Neil Diamond. Diamond relembra: "Éramos duas crianças pobres no Brooklyn. Saíamos na frente da Erasmus High e fumávamos cigarros". A escola ficava perto de um cinema de arte, e ele lembra que sempre estava atenta aos filmes que eles exibiam. Também em sua classe no Erasmus Hall estava Bobby Fischer, que foi campeão americano de xadrez em 1957.
Durante o verão de 1957, teve sua primeira experiência de palco no Playhouse em Malden Bridge, Nova Iorque. Essa pequena aparição foi seguida por um papel como a irmã mais nova em Picnic e um como uma vampira em Desk Set.:4 Em seu segundo ano, conseguiu um emprego noturno no Cherry Lane Theatre, no Greenwich Village, ajudando nos bastidores. Quando estava no último ano, ensaiou para um pequeno papel em Driftwood, uma peça encenada em um sótão no centro da cidade.:5
Em janeiro de 1959, aos 16 anos, formou-se no Erasmus Hall e, e apesar dos apelos de sua mãe para que ficasse fora do show business, começou a tentar conseguir papéis no palco da cidade de Nova Iorque.:5 Depois de alugar um pequeno apartamento na rua 48, no coração do distrito dos teatros, aceitava qualquer trabalho que pudesse envolvendo o palco, e em todas as oportunidades "circulava" pelos escritórios de elenco.:5

## Início da carreira

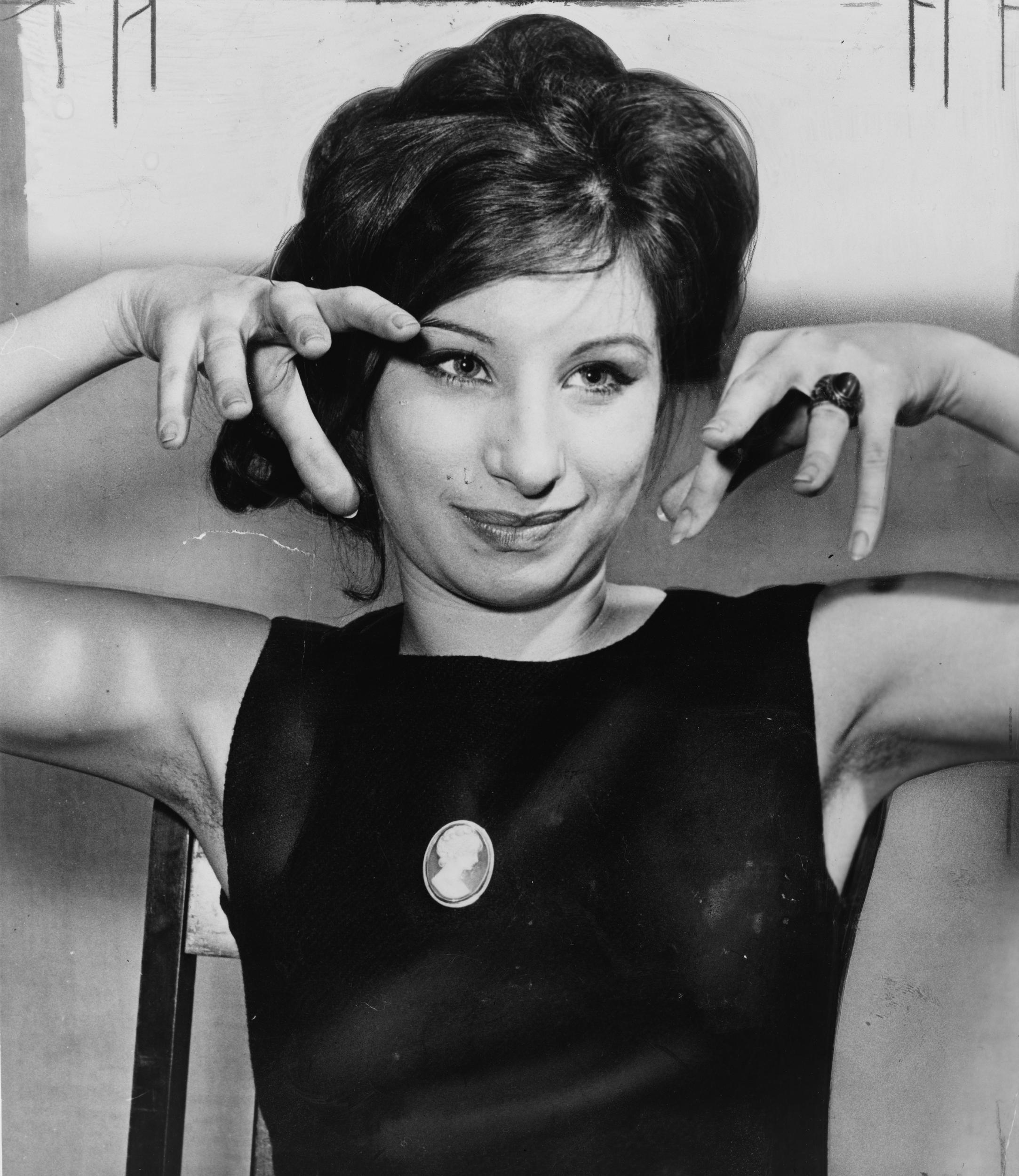
Barbra Streisand em 1962

Com 16 anos e morando sozinha, teve vários empregos braçais para ter alguma renda. Durante um certo período, não teve um endereço permanente e se viu dormindo na casa de amigos ou em qualquer outro lugar onde pudesse montar o berço do exército que carregava. Quando muito necessitada, voltava ao apartamento da mãe, no Brooklyn, para uma refeição caseira. Sua mãe ficou horrorizada com o "estilo de vida cigano" da filha, escreveu a biógrafa Karen Swenson, e novamente implorou que desistisse de tentar entrar no show business, mas considerou os apelos de sua mãe um motivo a mais para continuar tentando: "Meus desejos foram fortalecidos por querer provar para minha mãe que eu poderia ser uma estrela".
Conseguiu um emprego como recepcionista no Teatro Lunt-Fontanne na época do The Sound of Music, no início de 1960. Durante o andamento da peça, soube que o diretor de elenco estava fazendo testes para mais cantores, e isso marcou a primeira vez que cantou em busca de um emprego. Embora o diretor achasse que não era adequada para o papel, ele a encorajou a incluir seu talento como cantora em seu currículo ao procurar outro trabalho.
Pediu a seu namorado, Barry Dennen, gravar seu canto, para que pudesse distribuir cópias para possíveis empregadores. Dennen encontrou um guitarrista para acompanhá-la:
Passamos a tarde gravando, e no momento em que ouvi a primeira reprodução fiquei louco ... Essa maluca maluca tinha uma das vozes mais deslumbrantes que eu já ouvi ... quando ela terminou e desliguei a máquina, Eu precisei de um longo momento antes de ousar olhar para ela.
Dennen ficou entusiasmado e a convenceu a entrar em um concurso de talentos no Lion, uma boate gay no Greenwich Village de Manhattan. Cantou duas músicas, após as quais houve um "silêncio atordoante" da plateia, seguido por "aplausos estrondosos" quando foi declarada a vencedora. Foi convidada a voltar e cantou no clube por várias semanas. Foi nessa época que abandonou o segundo "a" de seu primeiro nome, mudando de "Bárbara" para "Barbra", devido à sua antipatia por seu nome original.
No início, foi repetidamente informada de que era muito feia para ser uma estrela e aconselhada a fazer uma plástica no nariz, o que não fez.

### Apresentações em boates e palcos da Broadway
Foi convidada a fazer um teste na boate Bon Soir, depois foi contratada por US$ 125 por semana. Foi seu primeiro compromisso profissional em setembro de 1960, onde foi a banda de abertura da comediante Phyllis Diller. Ela lembra que foi a primeira vez que esteve naquele ambiente sofisticado: "Eu nunca tinha estado em uma boate antes de cantar em uma".
Dennen agora queria expô-la as gravadoras de algumas cantoras de sucesso, incluindo Billie Holiday, Mabel Mercer, Ethel Waters e Édith Piaf. Streisand percebeu que ainda poderia se tornar uma atriz ganhando reconhecimento como cantora. De acordo com o biógrafo Christopher Nickens, ouvir outras grandes cantoras beneficiou seu estilo, pois começou a criar diferentes personagens durante as apresentações.
Melhorou sua presença de palco ao falar com o público entre as músicas. Descobriu que seu estilo de humor criado no Brooklyn foi recebido favoravelmente. Durante os próximos seis meses aparecendo no clube, alguns começaram a comparar sua voz a nomes famosos como Judy Garland, Lena Horne e Fanny Brice. Sua habilidade de conversação para encantar o público e humor espontâneo durante as apresentações tornou-se mais sofisticada e profissional. O crítico de teatro Leonard Harris escreveu: "Ela tem vinte anos; quando chegar aos trinta, terá reescrito o livro dos recordes".
Aceitou seu primeiro papel no palco de Nova Iorque em Another Evening with Harry Stoones, uma peça de comédia satírica na qual atuou e cantou dois solos, o show foi mal recebido pela crítica e fechou no dia seguinte. Com a ajuda de seu novo empresário pessoal, Martin Erlichman, fez shows de sucesso em Detroit e St. Louis. Erlichman então a reservou em uma boate ainda mais sofisticada em Manhattan, a Blue Angel, onde se tornou um grande sucesso durante o período de 1961 a 1962. Uma vez disse a Jimmy Fallon, com quem cantou um dueto, no The Tonight Show Starring Jimmy Fallon que Erlichman foi um "empresário fantástico" e que conseguiu levar sua carreira por mais de 50 anos.
Enquanto aparecia no Blue Angel, o diretor de teatro e dramaturgo Arthur Laurents a convidou para fazer um teste para uma nova comédia musical que estava dirigindo, I Can Get It for You Wholesale. Conseguiu o papel de secretária do ator principal, um empresário interpretado pelo então desconhecido Elliott Gould. Eles se apaixonaram durante os ensaios e eventualmente se mudaram para um pequeno apartamento. A estreia ocorreu em 22 de março de 1962, no Shubert Theatre, com boa recepção dos críticos. Sua performance "parou o show", escreveu Nickens, e rendeu uma indicação ao Tony e o prêmio do New York Drama Critic de Melhor Atriz Coadjuvante. Posteriormente, foi gravado e transformado em um LP.

### Aparições na televisão, casamento e primeiros álbuns

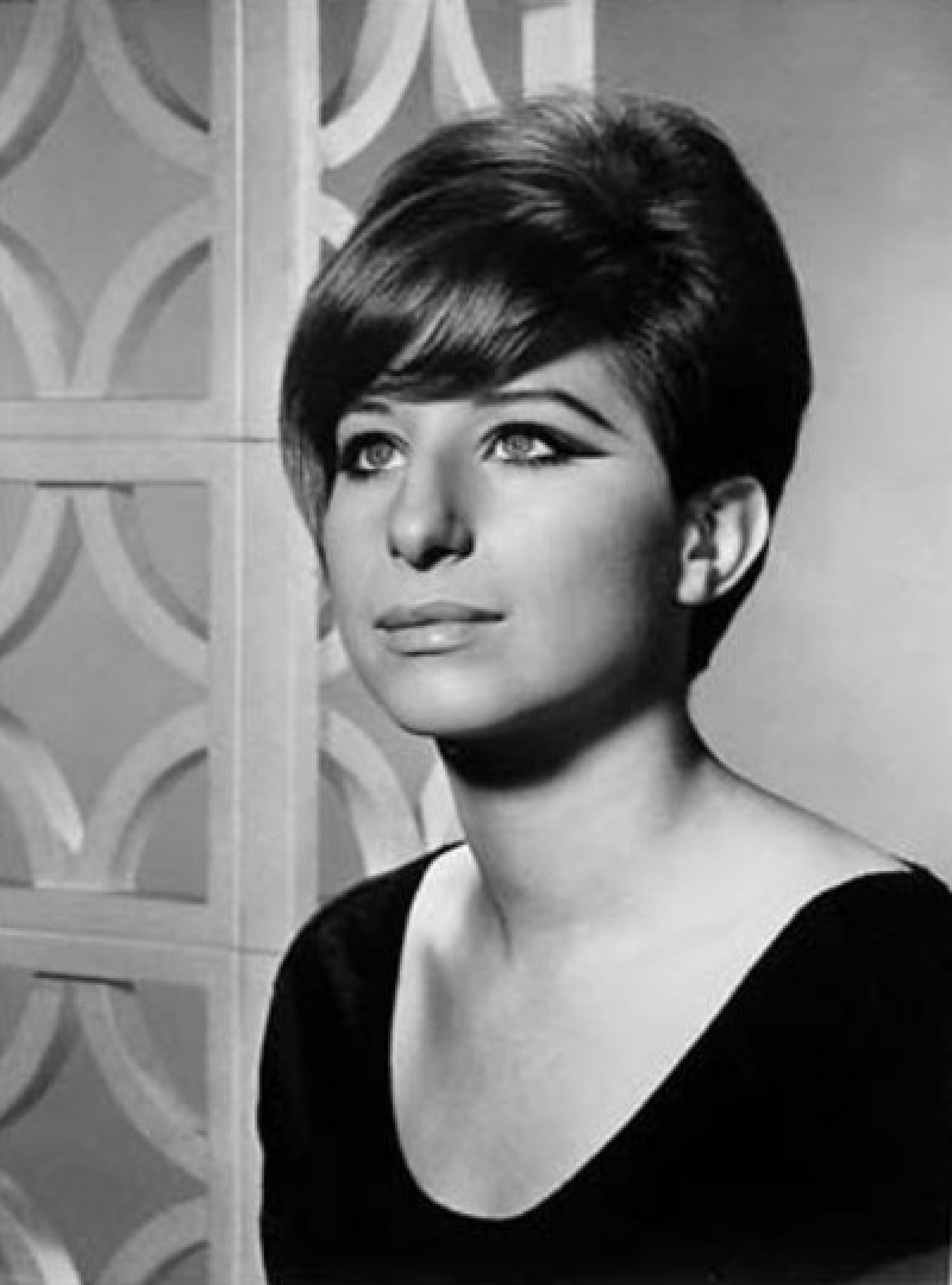
Barbra Streisand em Abril de 1965

A primeira aparição na televisão foi no The Tonight Show, oportunidade dada graças ao apresentador Jack Paar. Sua aparição ocorreu durante um episódio em abril de 1961, apresentado por Orson Bean que naquele dia substituíra Paar. Cantou "A Sleepin 'Bee" de Harold Arlen. Durante sua aparição, Phyllis Diller, também uma convidada no show, a chamou de "um dos maiores talentos musicais do mundo".
Mais tarde, em 1961, antes de ser escalada para Another Evening With Harry Stoones, tornou-se figura frequente no programa PM East / PM West, que consistia em um programa de entrevistas e variedades apresentada por Mike Wallace e Joyce Davidson.
No início de 1962, foi ao estúdio da Columbia Records para uma gravação com o elenco de I Can Get It for You Wholesale. Também naquela primavera, participou de uma gravação em estúdio do 25º aniversário de Pins and Needles, clássico musical originado em 1937 pelo International Ladies 'Garment Workers' Union. As resenhas de ambos os álbuns destacaram suas performances.
Em maio de 1962, apareceu no The Garry Moore Show, onde cantou "Happy Days Are Here Again" pela primeira vez. Sua versão triste e lenta da animada canção-tema do Partido Democrata dos anos de 1930 se tornou sua canção favorita durante esta fase inicial de sua carreira.
Johnny Carson contou com a presença de Steisand no Tonight Show várias vezes entre 1962 e 1963, devido a sua popularidade com o público e admiração de Carson. ele a descreveu como uma "nova cantora empolgante". Durante um programa, brincou com Groucho Marx, que gostava de seu estilo de humor.
Em dezembro de 1962, fez a primeira de uma série de aparições no The Ed Sullivan Show. Mais tarde, foi co-apresentadora do Mike Douglas Show e também causou impacto em uma série de especiais de Bob Hope. Se apresentando no The Ed Sullivan Show estava Liberace, que se tornou um fã instantâneo da jovem cantora. Liberace a convidou para ir a Las Vegas para abrir seus shows no Riviera Hotel. Liberace é creditado por apresentar Barbra ao público na Costa Oeste. No mês de setembro seguinte, durante seus shows no Harrah's Hotel em Lake Tahoe, ela e Elliott Gould tiraram uma folga para se casar em Carson City, Nevada. Com sua carreira e popularidade crescendo rapidamente, viu seu casamento com Gould como uma "influência estabilizadora".

Aos 21 anos, assinou um contrato com a Columbia Records que lhe deu total controle criativo, em troca de menos dinheiro. Lieberson cedeu e concordou em contratá-la. Quase três décadas depois, disse: 
A coisa mais importante sobre aquele primeiro contrato - na verdade, aquilo que esperávamos - foi uma cláusula única que me dava o direito de escolher meu próprio material. Era a única coisa com que realmente me importava. Eu ainda recebi muita pressão da gravadora para incluir alguns sucessos pop em meu primeiro álbum, mas eu mantive as músicas que realmente significavam algo para mim.
 Tirou proveito disso várias vezes durante sua carreira.
A Columbia queria chamar seu debut, no início de 1963, de Sweet And Saucy Streisand (A Streisand Doce e Picante, em português); No entanto, usou seu poder para insistir que se chamasse The Barbra Streisand Album, dizendo "se você me viu na TV, você poderia simplesmente ir [à loja de discos] e pedir o de Barbra Streisand. É bom senso". Alcançou o top 10 na parada da Billboard e ganhou três prêmios Grammy. Tornou-a a artista feminina mais vendida no país. Naquele verão, também lançou a sequencia: The Second Barbra Streisand Album, o que a estabeleceu como "a personalidade mais empolgante desde Elvis Presley". Terminou aquele ano revolucionário de 1963 realizando concertos de uma noite em Indianápolis, San Jose, Chicago, Sacramento e Los Angeles.
Voltou à Broadway em 1964 como a artista Fanny Brice em Funny Girl no Winter Garden Theatre. O show apresentou duas de suas canções mais famosas, "People" e "Don't Rain on My Parade". Por causa do sucesso da peça, apareceu na capa da revista Time. Em 1964, foi indicada ao prêmio Tony de Melhor Atriz Principal em Musical, mas perdeu para Carol Channing em Hello, Dolly!. Recebeu o prêmio honorário do Tony de "Estrela da Década" em 1970. Em 1966, repetiu seu sucesso com Funny Girl no West End de Londres, no Prince of Wales Theatre. De 1965 a 1968, apresentou seus primeiros quatro especiais solo de televisão.

## Carreira

### Música

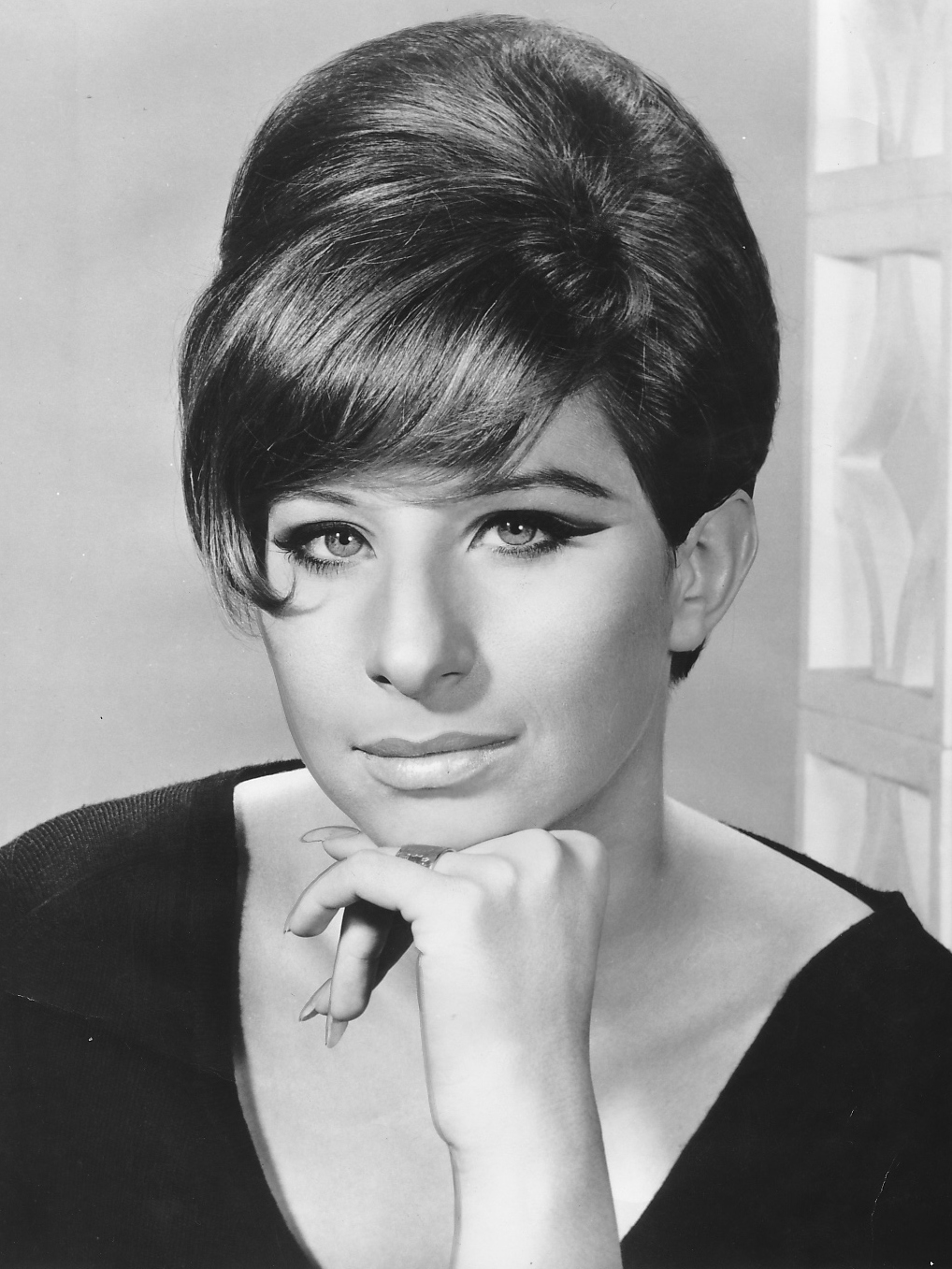
Barbra Streisand em abril de 1965

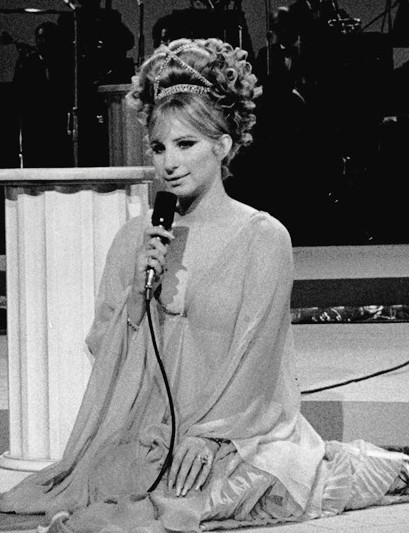
Barbra Streisand no Ed Sullivan Show, em 1969

Gravou 50 álbuns de estúdio, quase todos com a Columbia Records. Seus primeiros trabalhos na década de 1960 (sua estreia, The Barbra Streisand Album, The Second Barbra Streisand Album, The Third Album, My Name Is Barbra, etc.) são considerados clássicos e possuem canções do teatro e cabaré, incluindo sua versão uptempo de "Happy Days Are Here Again", que chegou a ser gravada em um dueto com Judy Garland no The Judy Garland Show. No episódio que contou com sua aparição, Garland se referiu a ela como uma das últimas grandes belters, e juntas cantaram "There's No Business Like Show Business", com Ethel Merman.
Seus primeiros álbuns eram muitas vezes cheios de medleys retirados de seus especiais de televisão. A partir de 1969, começou a tentar material mais contemporâneo, já que na época a moda eram canções de rock e artistas como os The Beatles e The Rolling Stones. Com o sucesso de Stoney End, produzido por Richard Perry, em 1971, renovou o repertório e atingiu um novo público. A faixa-título, escrita por Laura Nyro, foi um grande sucesso. Durante toda década de 1970, foi altamente proeminente nas paradas pop, são dessa época suas canções com melhor posição nas charts, como "The Way We Were", "Evergreen (Love Theme de A Star Is Born)", "No More Tears (Enough Is Enough)" (1979, com Donna Summer) e "You Don't Bring Me Flowers" (com Neil Diamond) que atingiram a posição de #1 e "The Main Event" que atingiu a posição de #3, algumas das canções são de trilhas sonoras de seus filmes. No final da década de 1970, foi nomeada a cantora feminina de maior sucesso nos EUA - apenas Elvis Presley e The Beatles venderam mais álbuns. Em 1980, lançou sua maior vendagem até o momento, Guilty, produzido por Barry Gibb. Continha os sucessos "Woman in Love", "Guilty" e "What Kind of Fool" e vendeu mais de 15 milhões de cópias no mundo.
Depois de anos ignorando a Broadway e a música pop tradicional em favor de um material mais contemporâneo, voltou às suas raízes, o teatro musical. A Columbia Records foi contra o projeto, argumentando que as canções que queria cantar não eram canções pop, mas como o contrato dava a ela o controle criativo total, se manteve firme a ideia. O repertório contava com músicas de Rodgers e Hammerstein, George Gershwin, Jerome Kern e Stephen Sondheim e foi recebido com aclamação, sendo indicado ao Grammy de álbum do ano e deu seu oitavo Grammy como Melhor Vocalista Feminina. No início da década de 1990, começou a se concentrar em seus esforços na direção de filmes e tornou-se quase inativa no estúdio de gravação. Em 1991, uma caixa de quatro discos, Just for the Record, foi lançada. A compilação abrangia toda a carreira até então, com mais de 70 faixas de performances ao vivo, grandes sucessos, raridades e material inédito.
No ano seguinte, os shows para arrecadação de fundos ajudaram a impulsionar o presidente Bill Clinton para os holofotes e para o cargo. Mais tarde apresentou Clinton em sua inauguração em 1993. A carreira musical, entretanto, estava em grande parte parada. Uma aparição em 1992, em um show beneficente do APLA, bem como a apresentação inaugural mencionada anteriormente, indicava que stava se tornando mais receptiva à ideia de apresentações ao vivo. Uma turnê foi sugerida, embora não se comprometesse imediatamente, citando seu conhecido medo de palco, bem como preocupações com a segurança. Durante esse tempo, finalmente voltou ao estúdio de gravação e lançou Back to Broadway, em junho de 1993. Apesar de não ser elogiado como seu antecessor, atingiu a posição de número 1 nas paradas. Um dos destaques é o medley de "I Have A Love" / "One Hand, One Heart", um dueto com Johnny Mathis, que é um de seus cantores favoritos.
Em 1993, o crítico musical do The New York Times Stephen Holden escreveu que a artista "goza de um status cultural que apenas um outro artista americano, Frank Sinatra, alcançou no último meio século". Em setembro de 1993, anunciou sua primeira apresentação em concerto, em 27 anos (se não contarmos suas apresentações em clubes noturnos de Las Vegas entre 1969 e 1972). O que começou como um evento de duas noites de Ano Novo no MGM Grand Las Vegas levou a uma turnê por várias cidades no verão de 1994. Os ingressos se esgotaram em menos de uma hora, o que conduziu a aparições nas capas das principais revistas, a revista Time chamou o episódio de "O Evento Musical do Século". A turnê foi uma das maiores arrecadações de toda a história. Os preços dos ingressos variaram de US$ 50 a US$ 1 500, tornando-a o artista de concerto mais bem pago da história. Barbra Streisand: The Concert foi o concerto de maior bilheteria do ano e ganhou cinco prêmios Emmy e o prêmio Peabody, enquanto a transmissão gravada na HBO foi o concerto de maior audiência nos 30 anos de história da HBO. Após a conclusão da turnê, mais uma vez fez pouco musicalmente, concentrando seus esforços em atuar e dirigir, além de engatar um romance com o ator James Brolin.
Em 1996, lançou "I Finally Found Someone", um dueto com o cantor e compositor canadense Bryan Adams. A canção foi indicada ao Oscar por fazer parte da trilha sonora do filme, The Mirror Has Two Faces, no qual atuou e dirigiu. Alcançou a posição #8 na Billboard Hot 100 tornando-se seu primeiro hit na lista (e primeiro single certificado com um disco de ouro), desde 1981.
Em 1997, finalmente voltou ao estúdio de gravação, lançando Higher Ground, uma coleção de canções de natureza vagamente inspiradora que também contou com um dueto com Céline Dion. As críticas foram, em maioria, favoráveis e mais uma vez estreou em primeiro lugar nas paradas pop. Após seu casamento com Brolin em 1998, gravou canções de amor em A Love Like Ours, no ano seguinte. As críticas foram mistas, com muitos críticos reclamando dos sentimentos um tanto melosos e dos arranjos excessivamente exuberantes; no entanto, trouxe um sucesso mediano com a canção country "If You Ever Leave Me", um dueto com Vince Gill.
Na véspera de Ano Novo de 1999, voltou aos palcos, com os ingressos do show esgotando nas primeiras horas de vendas e oito meses antes do acontecimento. No final do milênio, era a cantora número um nos EUA, com pelo menos dois álbuns em primeiro lugar em cada década desde que começou a se apresentar. Um CD ao vivo e duplo do show intitulado Timeless: Live in Concert foi lançado em 2000. Antes de quatro shows (em Los Angeles e Nova Iorque) em setembro de 2000, anunciou que estava se aposentando dos palcos. Sua apresentação da música "People" foi transmitida na Internet via America Online. Os álbuns seguintes foram Christmas Memories (2001), uma coleção de canções natalinas, e The Movie Album (2003), apresentando temas de filmes famosos e apoiados por uma grande orquestra sinfônica. Guilty Pleasures (chamado Guilty Too no Reino Unido), uma colaboração com Barry Gibb e uma sequência de Guilty de 1980, foi lançado mundialmente em 2005.

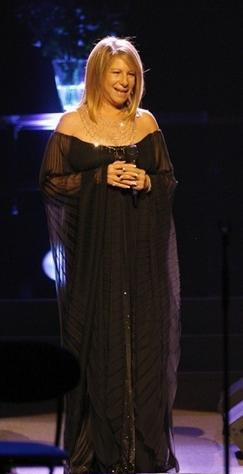
Barbra Streisand na turnê de 2007

Em fevereiro de 2006, gravou a música "Smile" ao lado de Tony Bennett na sua casa, em Malibu. A música está inclusa em Duets, de Bennett Em setembro de 2006, a dupla filmou uma performance ao vivo da música para um especial dirigido por Rob Marshall intitulado Duets: An American Classic. O especial foi ao ar na NBC em 21 de novembro de 2006 e foi lançado em DVD no mesmo dia. Em 2006, anunciou sua intenção de fazer uma turnê novamente, em um esforço para arrecadar dinheiro e conscientizar sobre várias questões. Após quatro dias de ensaio no Sovereign Bank Arena em Trenton, New Jersey, a turnê começou em 4 de outubro no Wachovia Center na Filadélfia, continuou com uma parada em Fort Lauderdale, Flórida, (este foi o show que escolheu para filmar um especial de TV), e concluído no Staples Center em Los Angeles em 20 de novembro de 2006. Os convidados especiais Il Divo estiveram entrelaçados ao longo do show que ficou conhecido como Streisand: The Tour. A turnê de 20 apresentações bateu recordes de bilheteria, arrecadando $ 92 457 062. Seu show de 9 de outubro de 2006 no Madison Square Garden, é a terceira maior bilheteria do estádio, os recordes de primeiro e segundo lugar, são também dois shows da cantora, que ocorreram em setembro de 2000. Estabeleceu o recorde de segundo lugar na MGM Grand Garden Arena com seu show em 31 de dezembro de 1999, sendo o recorde da casa e o show de maior bilheteria de todos os tempos. Isso levou muitas pessoas a criticá-la abertamente por aumentar o preço, visto que muitos ingressos eram vendidos por mais de US$ 1 000.
Uma álbum duplo com performances selecionadas em diferentes shows da turnê, Streisand: Live in Concert 2006, estreou em 7º lugar na Billboard 200, tornando-se seu 29º Top 10. No verão de 2007, fez concertos pela primeira vez na Europa continental. O primeiro ocorreu em Zurique (18 de junho), depois em Viena (22 de junho), Paris (26 de junho), Berlim (30 de junho), Estocolmo (4 de julho, cancelado), Manchester (10 de julho) e Celbridge, perto de Dublin (14 de julho), seguido por três shows em Londres (18, 22 e 25 de julho), a única cidade europeia onde se apresentou antes de 2007. O show da Irlanda foi marcado por problemas sérios com estacionamento e assentos, levando o evento a ser considerado um fiasco pela Hot Press. A turnê incluiu uma orquestra de 58 peças.
Em fevereiro de 2008, a Forbes listou-a como a segunda cantora que mais fez dinheiro entre junho de 2006 e junho de 2007, com ganhos de cerca de US$ 60 milhões. Em 17 de novembro de 2008, voltou ao estúdio para começar a gravar o que seria seu 63º e foi anunciado que Diana Krall estava o produzindo. Recebeu honras do Kennedy Center em 2008. Em 7 de dezembro de 2008, visitou a Casa Branca como parte das cerimônias.
Em 26 de setembro de 2009, realizou um show de apenas uma noite no Village Vanguard, em Greenwich Village, Nova Iorque. Esta performance foi lançada posteriormente em DVD como One Night Only: Barbra Streisand & Quartet at the Village Vanguard. Em 29 de setembro de 2009, lançou Love Is the Answer, produzido por Diana Krall. Em 2 de outubro de 2009, fez sua estréia na televisão britânica com uma entrevista no Friday Night with Jonathan Ross para promovê-lo. Estreou em primeiro lugar na Billboard 200 e registrou suas maiores vendas semanais desde 1997, fazendo dela a única artista na história a alcançar o primeiro lugar em cinco décadas diferentes.
Em 1 de fevereiro de 2010, juntou-se a mais de 80 outros artistas na gravação de uma nova versão do single beneficente de 1985 "We Are the World". Quincy Jones e Lionel Richie planejaram lançar a nova versão para marcar o 25º aniversário de sua gravação original. Esses planos mudaram, no entanto, em vista do terremoto devastador que atingiu o Haiti em 12 de janeiro de 2010, e em 12 de fevereiro, a canção, agora chamada "We Are the World 25 for Haiti", fez sua estreia como single de caridade para apoiar ajuda humanitária para a nação insular. Em 2011, cantou "Somewhere" do musical da Broadway West Side Story, com a criança prodígio Jackie Evancho, foi incluido em Dream with Me. Foi homenageado como MusiCares Person of the Year em 11 de fevereiro de 2011, dois dias antes do 53º Grammy Awards.
Em 11 de outubro de 2012, fez um show de três horas diante de uma multidão de 18 000 como parte dos eventos inaugurais do Barclays Center, no Brooklyn. Acompanhada pelo trompetista Chris Botti, o trio operístico italiano Il Volo e seu filho Jason Gould. O concerto incluiu tributos musicais a Donna Summer e Marvin Hamlisch, ambos mortos no início de 2012. Os participantes confirmados incluíram Barbara Walters, Jimmy Fallon, Sting, Katie Couric, Woody Allen, Michael Douglas e o prefeito de Nova Iorque Michael Bloomberg, bem como os designers Calvin Klein, Donna Karan, Ralph Lauren e Michael Kors. Em junho de 2013, fez dois concertos no Estádio Bloomfield, em Tel Aviv. A cantora usa teleprompters durante suas apresentações ao vivo e defendeu sua escolha em usa-los para exibir letras e, às vezes, brincadeiras.
Em setembro de 2014, lançou Partners, que apresenta colaborações com Elvis Presley, Andrea Bocelli, Stevie Wonder, Lionel Richie, Billy Joel, Babyface, Michael Bublé, Josh Groban, John Mayer, John Legend, Blake Shelton e Jason Gould. Chegou ao topo da Billboard 200 com vendas de 196.000 cópias na primeira semana, tornando-a o único artista a ter um álbum número um em cada uma das últimas seis décadas. Também foi certificado como disco de ouro em novembro de 2014 e platina em janeiro de 2015, tornando-se o 52º de ouro e 31º de platina, mais do que qualquer outra artista feminina na história.
Em maio de 2016, anunciou Encore: Movie Partners Sing Broadway a ser lançado em agosto após uma turnê por nove cidades, chamada Barbra: The Music, The Mem'ries, The Magic, incluindo apresentações em Los Angeles, Las Vegas, Filadélfia, e um retorno à sua cidade natal, Brooklyn. Em junho de 2018, confirmou que estava trabalhando em em Walls. Este mencionado, apresenta um protesto contra o governo Trump, e foi lançado em 2 de novembro de 2018, pouco antes da eleição de meio de mandato nos EUA. Uma das faixas apresentadas é "Don't Lie to Me". No The New York Times, revelou que escreveu essa música pelas indignações que tinha pelo mau comportamento de Donald Trump, que a mantinham acordada à noite.

### Atuação

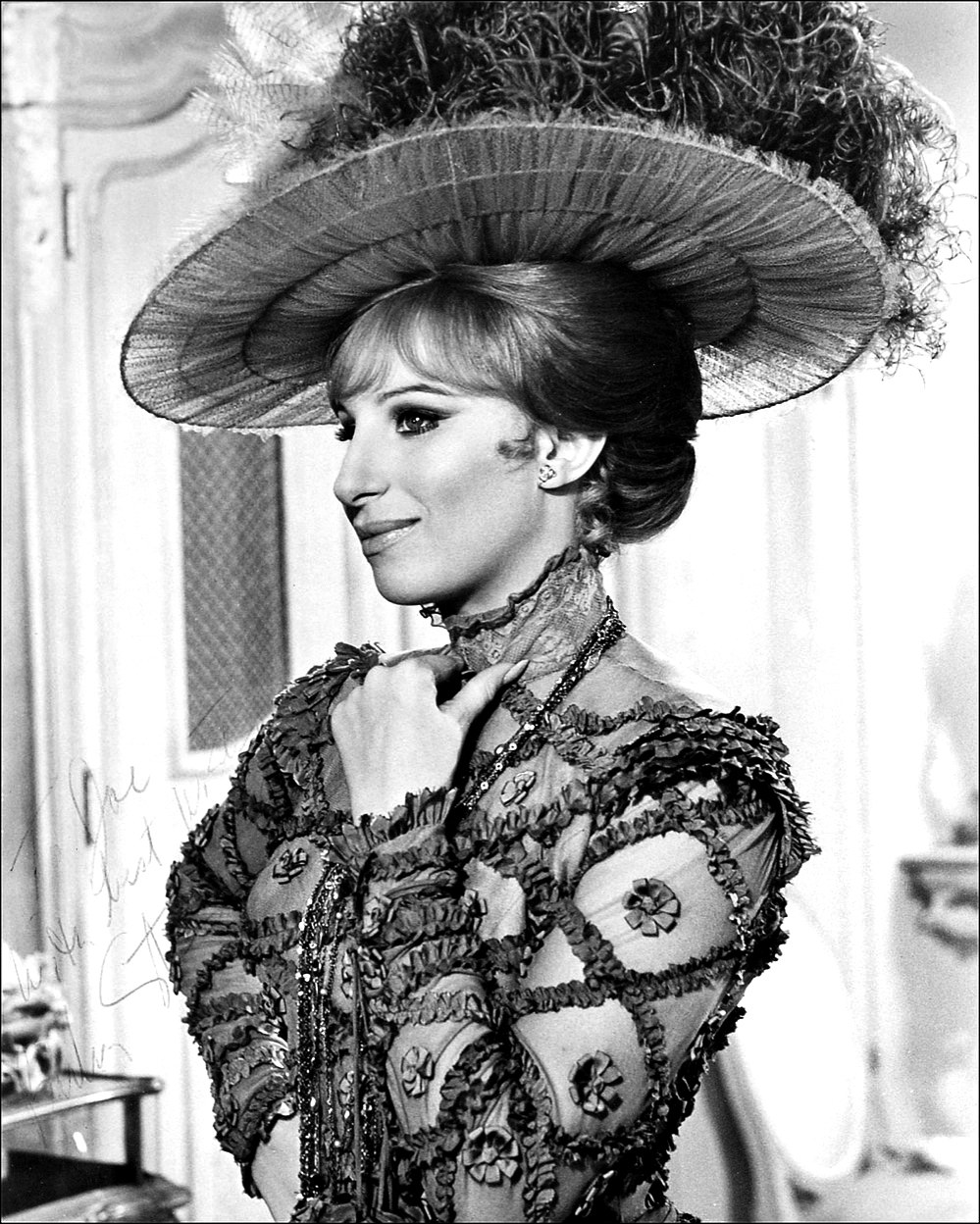
Barbra Streisand no filme Hello, Dolly!

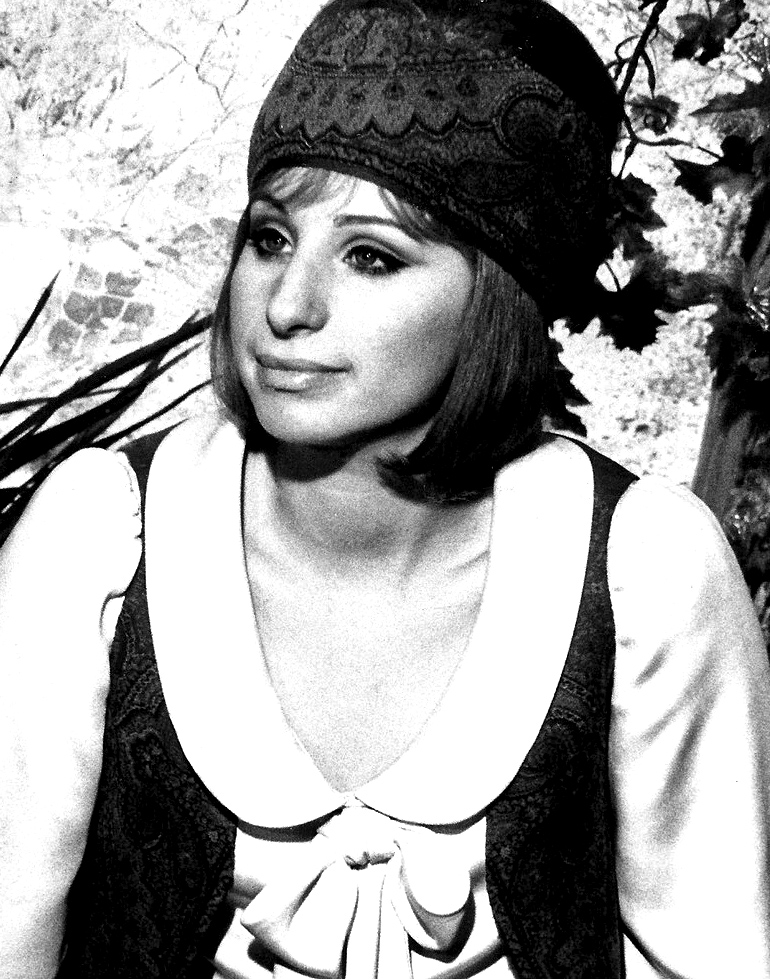
Barbra Streisand, 1970

Seu primeiro filme foi uma reprise de seu sucesso na Broadway, Funny Girl (1968), um sucesso artístico e comercial dirigido pelo veterano de Hollywood William Wyler. Ganhou o Oscar de melhor atriz em 1968 pelo papel, compartilhando-o com Katharine Hepburn (O Leão no Inverno), a única vez em que houve um empate nesta categoria do Oscar. Seus dois filmes seguintes também foram baseados em musicais - Hello, Dolly! de Jerry Herman, dirigido por Gene Kelly (1969); e On a Clear Day You Can See Forever, de Alan Jay Lerner e Burton Lane, dirigido por Vincente Minnelli (1970) - enquanto seu quarto filme foi baseado na peça da Broadway The Owl and the Pussycat (1970).
Durante a década de 1970, estrelou em várias comédias malucas, incluindo What's Up, Doc? (1972) e The Main Event (1979), ambos coestrelados por Ryan O'Neal, e For Pete's Sake (1974) com Michael Sarrazin. Um de seus papéis mais famosos durante esse período foi no drama The Way We Were (1973), com Robert Redford, pelo qual foi indicada ao Oscar de Melhor Atriz. Ganhou seu segundo Oscar, mas dessa vez como Melhor Canção Original (com o letrista Paul Williams) por "Evergreen", de A Star Is Born, em 1976, no qual também estrelou.
Junto com Paul Newman, Sidney Poitier e mais tarde Steve McQueen, formou a First Artists Production Company, em 1969, para que os atores pudessem garantir propriedades e desenvolver projetos de filmes. A produção inicial com a companhia foi Up the Sandbox (1972).
De 1969 a 1980, apareceu no Top Ten Money Making Stars Poll, a enquete dos exibidores de filmes das 10 maiores arrecadações de bilheteria do ano, em um total de 10 vezes, muitas vezes como a única mulher na lista. Após o decepcionante desempenho comercial de All Night Long, em 1981, sua produção cinematográfica diminuiu consideravelmente. Atuou em apenas oito filmes desde então.
Produziu vários de seus próprios filmes, criando a Barwood Films, em 1972. O primeiro filme que fez, Yentl (1983), foi rejeitado por todos os estúdios de Hollywood pelo menos uma vez quando pediu não apenas para dirigir o filme, mas também para ser a protagonista, até que a Orion Pictures assumiu o projeto e deu ao filme um orçamento de $ 14 milhões. Para Yentl (1983), foi produtora, diretora e atriz, experiência que repetiu para The Prince of Tides (1991) e The Mirror Has Two Faces (1996). Houve controvérsia quando Yentl foi indicado a cinco Oscar, mas nenhuma para as categorias principais de Melhor Filme, Atriz ou Diretor. The Prince of Tides foi indicado ao Oscar, incluindo Melhor Filme e Melhor Roteiro, embora não para o diretor. Após a conclusão do filme, seu roteirista, Pat Conroy, que também escreveu o romance, chamou-a de "uma deusa que anda sobre a terra". O roteiro de Yentl (com Jack Rosenthal), também foi escrito por ela, algo pelo qual nem sempre recebe crédito. De acordo com o editor da página editorial do The New York Times, Andrew Rosenthal, em uma entrevista com Allan Wolper, "A única coisa que a deix louca é quando ninguém lhe dá o crédito por ter escrito Yentl".
Em 2004, voltou a atuar no cinema após um hiato de oito anos, na comédia Meet the Fockers (uma sequência de Meet the Parents), contracenando com Dustin Hoffman, Ben Stiller, Blythe Danner e Robert De Niro. Em 2005, a Streisand's Barwood Films, Gary Smith e Sonny Murray compraram os direitos do livro de Simon Mawer, Mendel's Dwarf. Em dezembro de 2008, declarou que estava considerando dirigir uma adaptação da peça de Larry Kramer, The Normal Heart, um projeto no qual trabalhou desde meados dos anos 1990. Em dezembro de 2010, apareceu em Little Fockers, o terceiro filme da trilogia Meet the Parents. Reprisou o papel de Roz Focker ao lado de Dustin Hoffman.
Em 28 de janeiro de 2011, o The Hollywood Reporter anunciou que a Paramount Pictures deu sinal verde para começar a filmar a comédia My Mother's Curse, com Seth Rogen interpretando o filho de sua personagem. Anne Fletcher dirigiu o projeto com um roteiro de Dan Fogelman, produzido por Lorne Michaels, John Goldwyn e Evan Goldberg. Os produtores executivos incluíram-na, junto com Rogen, Fogelman e David Ellison, cuja Skydance Productions co-financiou o road movie. As filmagens começaram na primavera de 2011 e terminaram em julho; o título do filme foi eventualmente alterado para The Guilt Trip, e foi lançado em dezembro de 2012.
Alguns veículos de imprensa sugeriram que faria parte de uma adaptação cinematográfica do musical Gypsy - com música de Jule Styne, um livro de Arthur Laurents e letras de Stephen Sondheim - com Richard LaGravenese supostamente ligado ao projeto como roteirista. Em abril de 2016, foi relatado que estava em negociações avançadas para estrelar e produzir o filme, que seria dirigido por Barry Levinson e distribuído pela STX Entertainment. Dois meses depois, o roteiro do filme foi concluído e a produção estava programada para começar no início de 2017.
Em 2015, surgiram planos para que dirigisse um filme biográfico sobre a imperatriz russa do século XVIII Catarina II da Rússia, baseado no roteiro da Lista Negra de 2014, produzido por Gil Netter e com Keira Knightley estrelando. Em 2021, nada aconteceu desses planos.

## Habilidades vocais
Possui um alcance vocal meio-soprano, que Howard Cohen do Miami Herald descreve como "incomparável". Whitney Balliett escreveu: "Streisand impressiona seus ouvintes com sua dinâmica perspicaz, sua bravura sobe, seu vibrato ondulante e sua singular qualidade nasal-from-Brooklyn em sua voz - uma voz tão imediatamente reconhecível em seu caminho quanto a de Louis Armstrong". A escritora musical Allegra Rossi acrescenta que Streisand cria composições completas em sua cabeça: "Mesmo que não possa ler ou escrever música, Barbra ouve melodias como composições completas em sua cabeça. Ouve uma melodia e a absorve, aprendendo rapidamente. Barbra desenvolveu sua habilidade de sustentar notas longas porque quis. Pode moldar uma melodia que outros não podem; é capaz de cantar entre o canto e a fala, mantendo-se afinada, carregando ritmo e significado.
Embora seja predominantemente uma cantora pop, a voz foi descrita como "semi-operática" devido à sua força e qualidade de tom. De acordo com Adam Feldman da revista Time Out, seu "estilo vocal característico" é "uma ponte suspensa entre o belting da velha escola e o pop de microfone". É conhecida por sua habilidade de segurar notas relativamente altas, tanto altas quanto suaves, com grande intensidade, bem como por sua capacidade de fazer enfeites leves, mas discretos, em uma linha melódica. A qualidade anterior levou o pianista clássico Glenn Gould a se autodenominar "um freak Streisand".
Nos últimos anos, os críticos e o público notaram que sua voz "baixou e adquiriu um tom ocasionalmente rouco". No entanto, o crítico de música do The New York Times, Stephen Holden, observou que seu tom distinto e instintos musicais permanecem, e que ainda "tem o dom de transmitir um desejo humano primordial em um belo som". Paul Taylor, do The Independent, escreveu que a voz "parece um pouco áspera e desgastada, embora a determinação firme e a técnica soberba com que consegue superar essas dificuldades tenha parecido moral e esteticamente impressionante". Em uma crítica sobre Partners, Gil Naveh do Haaretz descreveu a voz como "aveludada, clara e poderosa... e o passar dos anos deu uma profundidade e aspereza fascinantes".

## Vida pessoal

### Relacionamentos e família

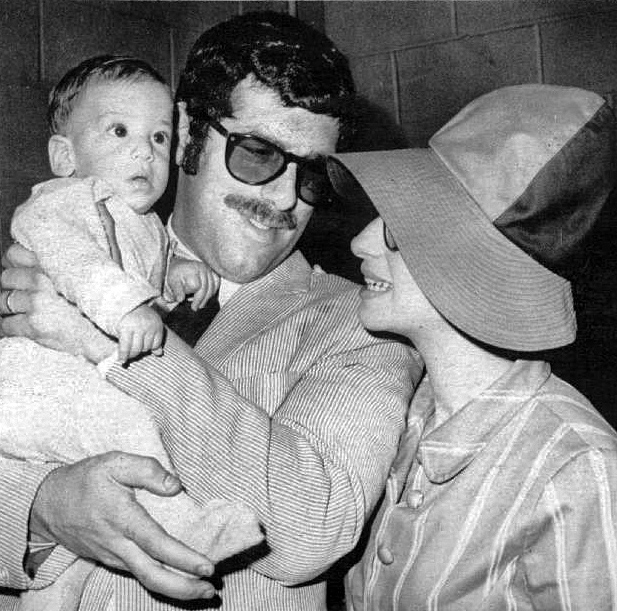
Barbra Streisand com o então marido Elliot Gould e o filho Jason, em 1967

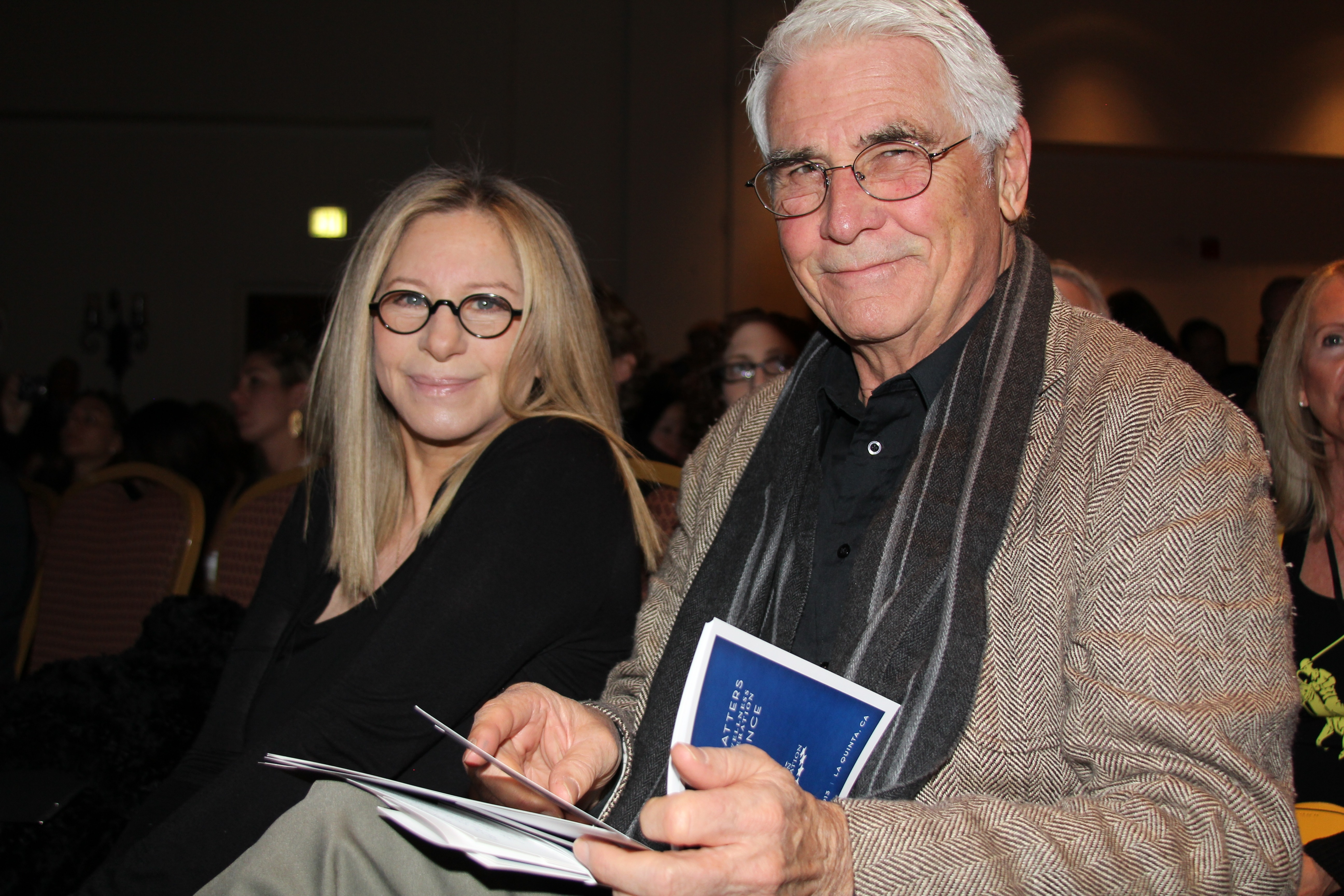
Barbra Streisand com o marido James Brolin, em 2013

Foi casada duas vezes. Seu primeiro marido foi o ator Elliott Gould, com quem se casou em 13 de setembro de 1963. Eles anunciaram sua separação em 12 de fevereiro de 1969 e se divorciaram em 6 de julho de 1971. Eles tiveram um filho, Jason Gould, que apareceu como seu filho na tela em The Prince of Tides. Em 1969 e 1970, namorou o primeiro-ministro canadense Pierre Trudeau. Começou um relacionamento com o cabeleireiro / produtor Jon Peters em 1973. Ele passou a ser seu empresário e produtor. Eles se separaram em 1982 durante a produção de Yentl, mas continuam amigos. É a madrinha de suas filhas, Caleigh Peters e Skye Peters. De novembro de 1983 a outubro de 1987, morou com o herdeiro do sorvete Baskin-Robbins, Richard Baskin, que escreveu a letra de "Here We Are At Last" de Emotion, de 1984. Namorou o ator Don Johnson de dezembro de 1987 até pelo menos setembro de 1988, a dupla gravou um dueto de "Till I Loved You". Em 1983 e 1989, respectivamente, namorou brevemente os atores Richard Gere e Clint Eastwood. De 1989 a 1991, esteve envolvida com o compositor James Newton Howard.
Namorou o campeão de tênis Andre Agassi de 1992 a 1993. Escrevendo sobre o relacionamento em sua autobiografia de 2009, Agassi disse: "Concordamos que somos bons um para o outro, e daí se for 28 anos mais velha? Somos simpáticos, e o clamor público apenas adiciona tempero à nossa conexão. Isso faz com que nossa amizade pareça proibida, um tabu - outra parte da minha rebelião geral. Namorá-la é como usar Lava Quente". Durante o início da década de 1990, estava em relacionamentos românticos com vários homens bem sucedidos, incluindo o apresentador Peter Jennings, bem como os atores Liam Neeson, Jon Voight e Peter Weller. É conhecida por ter tido ligações com o presidente dos EUA Bill Clinton, Príncipe Charles, e Dodi Fayed.
Seu segundo marido é o ator James Brolin, com quem se casou em 1 de julho de 1998. Embora eles não tenham filhos juntos, Brolin tem dois filhos de seu primeiro casamento, incluindo o ator Josh Brolin, e uma filha de seu segundo casamento.
É dona de vários cães, e amava tanto sua cadela Samantha, que a clonou.
Em março de 2019, se desculpou por suas declarações polêmicas sobre os acusadores de Michael Jackson.

### Nome
Em entrevistas disse que mudou seu nome de "Barbara" para "Barbra" porque: "Eu odiava o nome, mas me recusei a mudá-lo". Explicou ainda: "Bem, eu tinha 18 anos e queria ser única, mas não queria mudar meu nome porque era muito falso. Sabe, as pessoas estavam dizendo que você poderia ser Joanie Sands ou algo parecido. (Meu nome do meio é Joan.) E eu disse: 'Não, vamos veja, se eu tirar o 'a', ainda é 'Barbara', mas é único". Uma biografia de 1967 com um programa de concerto dizia: "a grafia de seu primeiro nome é um exemplo de rebeldia parcial: era aconselhada a mudar seu sobrenome e retaliou retirando um "a" do primeiro".

### Política
Nos primeiros anos de sua carreira, o interesse pela política foi limitado, com exceção de sua participação em atividades do grupo anti-nuclear Women Strike for Peace, em 1961 e 1962. Em julho de 1968, com Harry Belafonte e outros, se apresentou no Hollywood Bowl em um concerto para arrecadação de fundos patrocinado pela Southern Christian Leadership Conference.
É uma apoiadora ativa (e de longa data) do Partido Democrata e de muitas de suas causas. Estava entre as celebridades na lista de inimigos políticos do presidente Richard Nixon, de 1971. Em 1995, falou na Escola de Governo John F. Kennedy de Harvard sobre o papel do artista como cidadão, em apoio a programas de artes e financiamento.
Também é um defensora dos direitos dos homossexuais e apoiou a campanha "No on 8" em uma tentativa malsucedida de derrotar a Proposição 8 da Califórnia (2008).
Em 2012, declarou: "As novas leis que exigem que os cidadãos dos EUA apresentem documentos de identidade com foto nas urnas são projetadas para privar os cidadãos idosos e de minorias do precioso direito de votar. Essas leis regressivas são em si a fraude eleitoral mais perigosa que ameaça a democracia americana". Continuou sua defesa dos direitos do eleitor em 2020, tweetando um link para VoteRiders, uma organização sem fins lucrativos que ajuda os cidadãos a obterem a carteira de eleitor.
Em junho de 2013, ajudou a comemorar o 90º aniversário de Shimon Peres realizado no centro de convenções internacional de Jerusalém. Também se apresentou em dois outros concertos em Tel Aviv na mesma semana, parte de sua primeira turnê de concertos em Israel.
Em janeiro de 2017, participou da Marcha Feminina 2017, em Los Angeles. Apresentado por Rufus Wainwright, apareceu no palco e fez um discurso.
Em uma entrevista de outubro de 2018 com Emma Brockes, do The Guardian, discutiu o tema de Walls: o perigo que acreditava que o presidente Donald Trump representava para os Estados Unidos. Ela disse: "Esta é uma época perigosa nesta nação, nesta república: um homem que é corrupto e indecente e está atacando nossas instituições. É muito, muito assustador. E eu só rezo para que as pessoas que são compassivas e respeitam a verdade venham e votem. Estou dizendo mais do que apenas votar. Vote nos democratas!".

## Filantropia

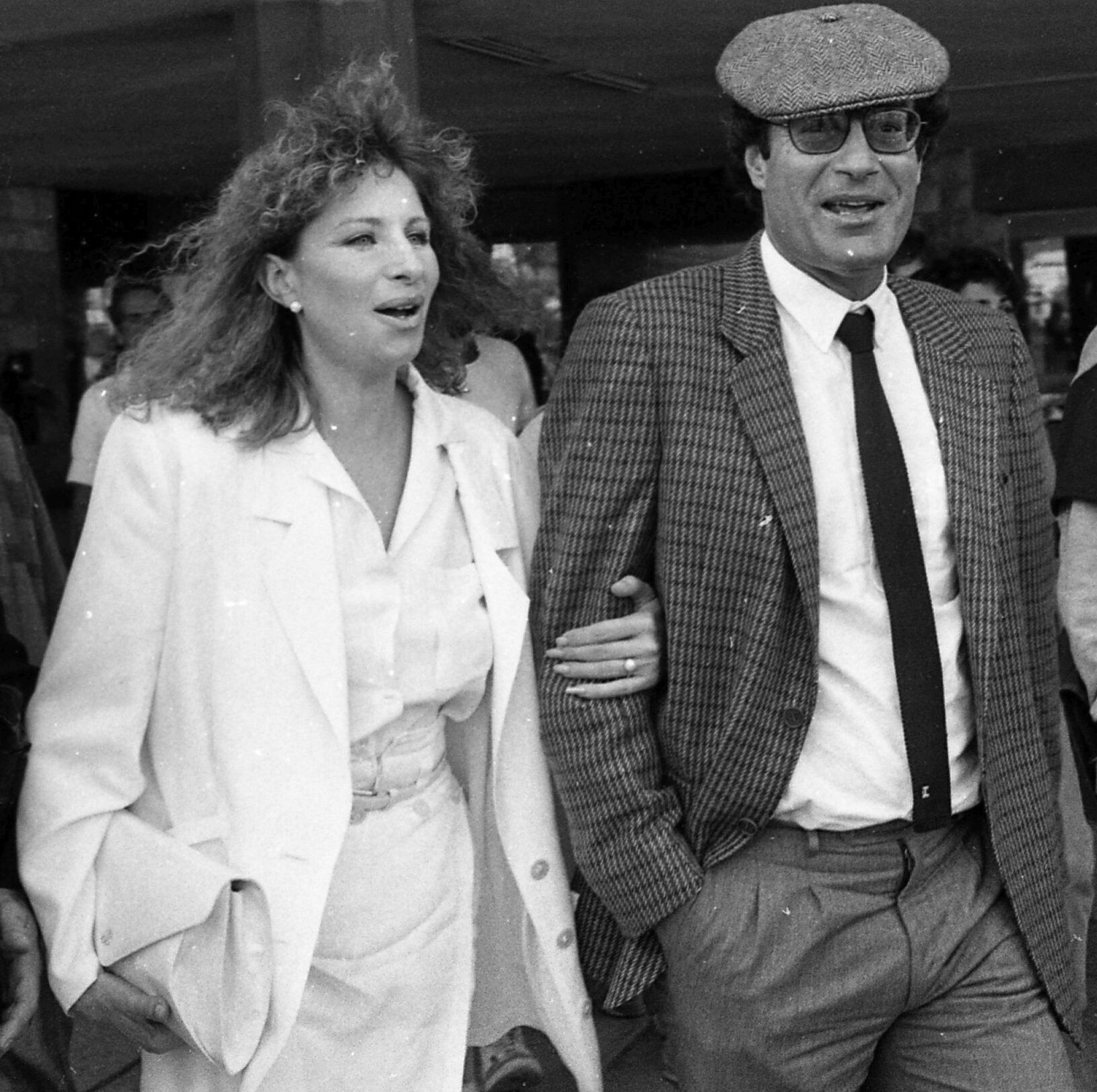
Streisand com Arnon Milchan, durante abertura de sua construção na Hebrew University, em 1984

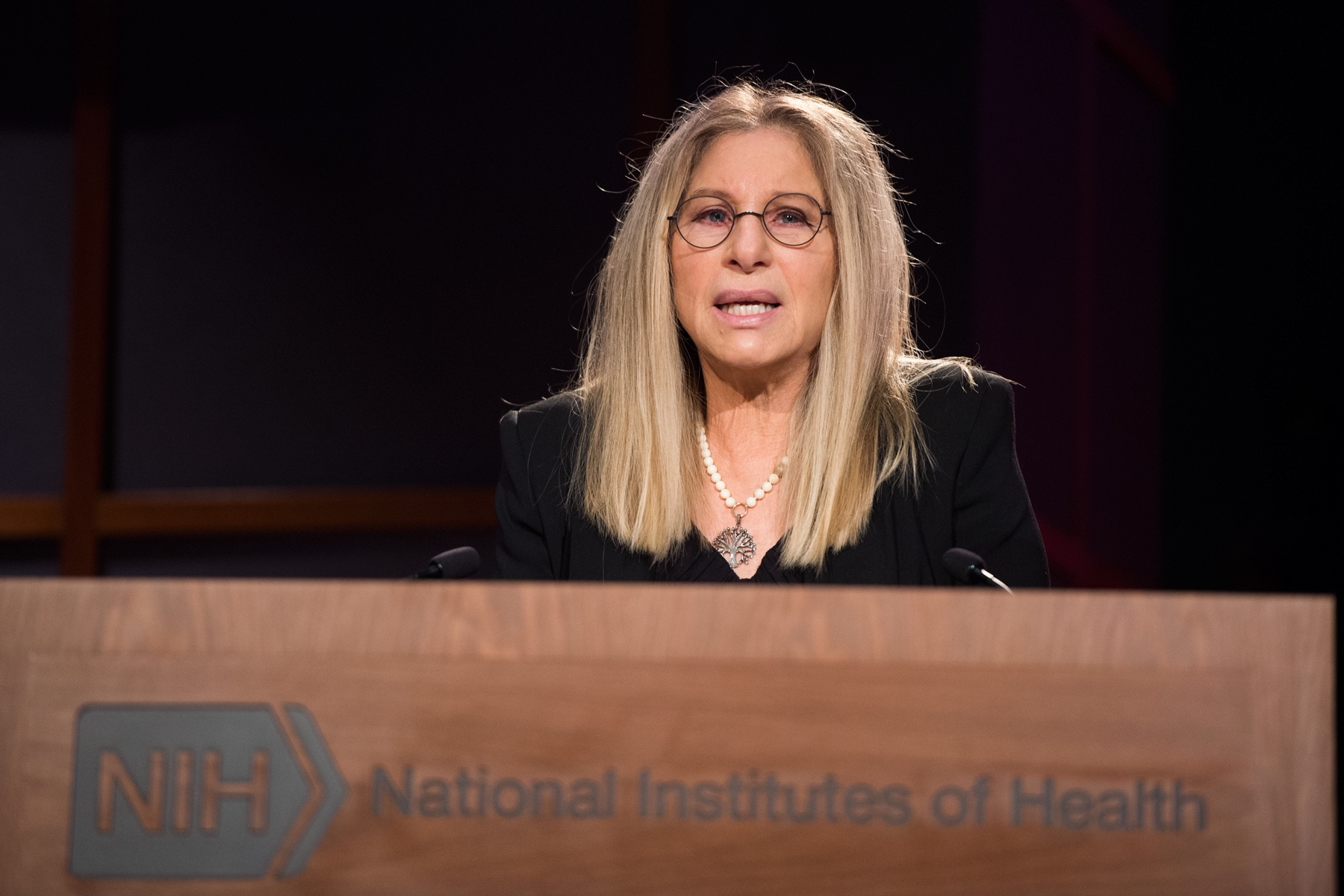
Streisand em 2018, fazendo uma leitura no J. Edward Rall Cultural Lecture, onde ela destacou a questão da saúde cardiovascular da mulher

Em 1984, doou o Emanuel Streisand Building for Jewish Studies à Universidade Hebraica de Jerusalém, no campus do Monte Scopus, em memória de seu pai, um educador e estudioso que morreu quando era jovem.
Arrecadou sozinha mais de $ 25 milhões para organizações por meio de suas apresentações ao vivo. A Streisand Foundation, estabelecida em 1986, contribuiu com mais de $ 16 milhões por meio de quase 1.000 doações para "organizações nacionais que trabalham na preservação do meio ambiente, educação de eleitores, proteção das liberdades civis e direitos civis, questões femininas e nuclear desarmamento".
Em 2006, doou US $ 1 milhão para a Fundação William J. Clinton em apoio à iniciativa de mudança climática do ex-presidente Bill Clinton.
Em 2009, doou US$ 5 milhões para Barbra Streisand Women's Cardiovascular Research and Education Program no Centro do Coração da Mulher do Cedars-Sinai Medical Center. Em setembro daquele ano, a revista Parade a incluiu em sua segunda pesquisa anual Giving Back 30 do Giving Back Fund, "uma classificação das celebridades que fizeram as maiores doações para instituições de caridade em 2007 de acordo com registros públicos", como a terceira mais celebridade generosa. O Giving Back Fund afirmou que ela doou US$ 11 milhões, que a Fundação Streisand distribuiu. Em 2012, arrecadou US$ 22 milhões para apoiar seu centro cardiovascular feminino, trazendo sua própria contribuição pessoal de US$ 10 milhões. O programa foi oficialmente denominado Centro do Coração da Mulher Barbra Streisand.
Em Julien's Auctions em outubro de 2009, vendeu 526 itens de sua coleção de móveis e artes, o dinheiro foi todo revertido para sua fundação. Os itens incluíam uma fantasia de Funny Lady e um gabinete odontológico vintage comprado pela artista aos 18 anos. O lote mais valioso da venda foi uma pintura de Kees van Dongen.
Em dezembro de 2011, apareceu em uma gala de arrecadação de fundos para instituições de caridade das Forças de Defesa de Israel.
Em junho de 2020, presenteou a filha de George Floyd, Gianna Floyd, com Disney shares.

## Autobiografia
A escrita da autobiografia de Streisand enfrentou obstáculos em várias etapas, e a Viking Press anunciou em maio de 2015 que esperava publicar sua aguardada memória em 2017, abrangendo toda a vida e carreira de Streisand.
O lançamento de My Name Is Barbra ocorreu em 7 de novembro de 2023. Em sua entrevista de divulgação com a BBC Streisand afirmou que ela desejava "ter mais diversão" na vida.

## Legado

### Honras
Ao longo de sua carreira, recebeu um número substancial de prêmios, indicações e homenagens, a saber:
O Distinguished Merit Award da revista Mademoiselle, em 1964 e foi selecionada como Miss Ziegfeld, em 1965. Em 1968, a Israel Freedom Medal, o maior prêmio civil de Israel, e os prêmios Pied Piper da ASCAP e o Prix De L ' Academie Charles Cros, em 1969, além do Crystal Apple em sua cidade natal City of New York, e o Woman of Achievement in the Arts pela Anti-Defamation League, em 1978. Em 1984, o Women in Film Crystal Award para mulheres de destaque que, por meio de sua resistência e a excelência de seu trabalho ajudaram a expandir o papel das mulheres na indústria do entretenimento. No mesmo ano, o Woman of Courage Award da National Organization for Women (NOW), a Ordre des Arts et des Lettres e o Scopus Award do American Friends of The Hebrew University.
Em 1991, no simpósio Women, Men and Media, o Breakthrough Awards por "fazer filmes que retratam mulheres com grande complexidade". Em 1992, o Commitment to Life Award do AIDS Project Los Angeles (APLA) e o Prêmio Bill of Rights da União Americana de Liberdades Civis do Sul da Califórnia; além do Dorothy Arzner Special Recognition pelo Women in Film Crystal + Lucy Awards e o Golden Plate pela Academy of Achievement. Foi homenageada com o Prêmio Humanitário Harry Chapin da ASCAP em 1994 e o Prêmio Peabody em 1995, no mesmo ano em que ganhou um Honorary Doctorate in Arts and Humanities pela Universidade de Brandeis. Também foi premiada como Filmmaker of the Year por "realização de uma vida inteira no cinema" pelo ShowEast and Peabody Award em 1996, e pelo Christopher Award, em 1998.
Em 2000, o presidente Bill Clinton a presenteou com o National Medal of Arts, a maior honraria especificamente concedida por realizações nas artes, e o Library of Congress Living Legend, além de uma homenagem pela carreira no cinema, o AFI Life Achievement, prêmio do American Film Institute e os prêmios Liberty and Justice Award da Rainbow/PUSH Coalition, Gracie Allen Award, First Annual Jewish Image Awards, em 2001 e o Humanitarian Award "por seus anos de liderança, visão e ativismo na luta pelas liberdades civis, incluindo religião, raça, igualdade de gênero e liberdade de expressão, bem como todos os aspectos dos direitos dos homossexuais", da Human Rights Campaign, em 2004. Em 2007, o presidente francês Nicolas Sarkozy a presenteou com o Legion of Honour, a mais alta condecoração da França, e o presidente George W. Bush apresentou uma homenagem no Kennedy Center, o maior reconhecimento de conquistas culturais.
Em 2011, o Board of Governors Humanitarian Award por seus esforços em prol da saúde cardíaca das mulheres e suas muitas outras atividades filantrópicas pelo Cedars-Sinai Heart Institute. O Prêmio L'Oréal Paris Legend na 18ª revista Elle Magazine Women in Hollywood. Em 2012, um prêmio pelo conjunto da obra do Women Film Critics Circle, e o título de Honorary Doctorate of Philosophy pela Universidade Hebraica de Jerusalém em 2013. Nesse mesmo ano, o Charlie Chaplin Award for Lifetime Achievement da Film Society of Lincoln Cente como a única artista feminina a dirigir, escrever, produzir e estrelar o mesmo filme por um grande estúdio, Yentl, junto com o Lifetime Achievement Glamour Awards.
Em 2014, esteve em uma das oito capas da revista New York comemorando os "100 anos, 100 canções, 100 noites: um século de música pop em Nova Iorque" da revista. Recebeu o prêmio Board of Governors da American Society of Cinematographers (ASC), o Sherry Lansing Leadership Award no evento anual Women in Entertainment Breakfast do The Hollywood Reporter, e ficou em primeiro lugar no 1010 Wins Iconic Celebrity Poll da CBS, em 2015. Em novembro de 2015, o presidente Barack Obama anunciou que receberia a Medalha Presidencial da Liberdade, o maior prêmio civil dos Estados Unidos. Foi introduzida ao Hollywood Walk of Fame em 1976, e ao Goldmine Hall of Fame em 2002, outros prêmios semelhantes foram: Long Island Music Hall of Fame em 2007, Hit Parade Hall of Fame em 2009, National Museum of American Jewish History e o Hall da Fama da Califórnia, em 2010.
Em 1970, obteve um Tony Award especial denominado "Estrela da Década", e foi eleita "Estrela da Década" pela National Association of Theatre Owners (NATO) em 1980 e "Estrela da Década" pela NATO / ShowWest e o President's Award da NARM, em 1988. Naquele ano, também foi indicada como Artista Musical Favorita de Todos os Tempos pelo People's Choice Awards. Em 1986, a revista Life nomeou-a como uma das "Cinco Mulheres Mais Poderosas de Hollywood". Em 1998, Harris Poll relatou que é a "cantora mais popular entre os adultos americanos de todas as idades". Foi apresentada no VH1 100 Greatest Women of Rock N Roll, Top 100 Singers de todos os tempos pela revista Mojo, eleita a melhor cantora do século em uma enquete da Reuters/Zogby, e "Melhor Artista Feminina do Século" pela Recording Industry Association of America, em 1999. Em 2006, foi um dos homenageados no Legends Ball da Oprah Winfrey.
Em 2015, o The Daily Telegraph a classificou como uma das 10 melhores cantoras e compositoras de todos os tempos. A revista A&E's Biography a classificou como uma das atrizes favoritas de todos os tempos, apareceu na lista Voices of the Century da BBC, e na lista das "100 maiores estrelas de cinema do tempo" compilada pela revista People.  Também aparece na lista da VH1 de os "200 maiores ícones da cultura pop de todos os tempos", e nas listas de os "100 maiores artistas de todos os tempos" (classificada em 13º lugar) e "lista das maiores estrelas de cinema de todos os tempos" da Entertainment Weekly, bem como em "As 50 Maiores Atrizes de Todos os Tim" da AMC, e na Billboard Hot 100 de Top Artistas de Todos os Tempos. A Billboard a classificou como a melhor musicista judia de todos os tempos. Como um ícone gay, foi nomeada pela The Advocate como uma das "25 mulheres mais legais" e na lista de "9 mulheres mais legais que atraem tanto lésbicas quanto homens gays", e foi colocada entre os "12 maiores ícones gays femininos of All Time" da revista Out. Também foi reconhecida como um dos principais ícones gays das últimas três décadas pela Gay Times.
Durante a primeira década do século XXI o American Film Institute comemorou 100 anos dos maiores filmes do cinema americano. Quatro de suas canções foram representadas no AFI's 100 Years... 100 Songs, que destacou "A Melhor Música da América no Cinema": "The Way We Were" em # 8, "Evergreen (Love Theme From A Star Is Born)" em # 16, "People" em # 13 e "Don't Rain on My Parade" em # 46. Muitos de seus filmes foram representados na série 100 anos... da AFI. AFI's 100 Years... 100 Laughs, destacando "os filmes e artistas de cinema que fizeram o público rir ao longo do século", classificou What's Up, Doc? em # 61. AFI's 100 Years... 100 Passions destacou as 100 maiores histórias de amor do cinema americano e colocou The Way We Were em # 8, Funny Girl em # 41 e What's Up, Doc? em # 68. O Greatest Movie Musicals da AFI destacou os 25 maiores musicais do cinema americano, classificando Funny Girl em # 16.
Em dezembro de 2016, o filme Funny Girl foi selecionado para preservação pela Biblioteca do Congresso no National Film Registry. Em março de 2017, a música "People" foi selecionada para preservação no Registro Nacional de Gravações. Ela disse que aceitou com humildade a notícia de ter a canção homenageada "como parte do fluxo da cultura de nossa nação".

## Efeito Streisand
O efeito Streisand é um fenômeno social em que uma tentativa de ocultar, censurar ou remover algum tipo de informação se volta contra o censor, resultando na vasta replicação da informação.
A popularização do fenômeno teve origem na ampla facilidade de divulgação através da Internet. Normalmente a tentativa de censura por parte de alguma personalidade pública com vários seguidores contra algum divulgador menor acaba por impulsionar a informação da tentativa de censura e assim aumentando a divulgação desta informação, muitas vezes levando a críticas contra a figura pública por conta da tentativa de censurar alguma informação.
Mike Masnick originalmente criou o termo Efeito Streisand em referência a um incidente em 2003 no qual a atriz e cantora estadunidense Barbra Streisand processou o fotógrafo Kenneth Adelman e o website Pictopia.com em 50 milhões de dólares em uma tentativa de ter uma foto aérea de sua mansão removida da coleção de 12000 fotos da costa da Califórnia disponíveis no site alegando preocupações com sua privacidade. Como resultado do caso a foto se tornou popular na Internet, com mais de 420 mil pessoas tendo visitado o site durante o mês seguinte.

## Turnês e performances

### Na Broadway
| Ano       | Título                         | Notas                                        |
| --------- | ------------------------------ | -------------------------------------------- |
| 1961–1963 | I Can Get It for You Wholesale | Nomeada — Tony de Melhor Atriz em um Musical |
| 1964–1965 | Funny Girl                     | Nomeada — Tony de Melhor Atriz em um Musical |

Em West End
| Ano  | Título     | Notas                              |
| ---- | ---------- | ---------------------------------- |
| 1966 | Funny Girl | Teatro Prince of Wales, em Londres |

### Especiais de Televisão
| Ano  | Título                                                | Notas |
| ---- | ----------------------------------------------------- | ----- |
| 1965 | My Name Is Barbra                                     |       |
| 1966 | Color Me Barbra                                       |       |
| 1967 | The Belle of 14th Street                              |       |
| 1968 | A Happening in Central Park                           |       |
| 1973 | Barbra Streisand...and Other Musical Instruments      |       |
| 1975 | Funny Girl to Funny Lady                              |       |
| 1976 | Barbra: With One More Look at You                     |       |
| 1983 | A Film Is Born: The Making of 'Yentl'                 |       |
| 1986 | Putting it Together: The Making of The Broadway Album |       |
| 1987 | One Voice                                             |       |
| 1994 | Barbra Streisand: The Concert                         |       |
| 2001 | Barbra Streisand: Timeless                            |       |
| 2009 | Streisand: Live in Concert                            |       |
| 2009 | Friday Night with Jonathan Ross                       |       |

### Turnês
| Ano       | Título                                     | Continente                      | Bilheteria US$  | Audiência |
| --------- | ------------------------------------------ | ------------------------------- | --------------- | --------- |
| 1966      | An Evening with Barbra Streisand           | América do Norte                | $ 480 000       | 60 000    |
| 1994      | Barbra Streisand: The Concert              | América do Norte e Europa       | $ 50 milhões    | 400 000   |
| 2000      | Timeless: Live in Concert Tour             | América do Norte e Oceania      | $ 70 milhões    | 200 000   |
| 2006–2007 | Streisand                                  | América do Norte e Europa       | $ 119,5 milhões | 425 000   |
| 2012-2013 | Barbra Live                                | América do Norte, Europa e Ásia | $ 66 328 605    | 254 958   |
| 2016-2017 | Barbra: The Music, The Mem'ries, The Magic | América do Norte                | $ $53,006,257   | 203,423   |

## Discografia

### Álbuns de estúdio
- 1963 - The Barbra Streisand Album
- 1963 - The Second Barbra Streisand Album
- 1964 - The Third Album
- 1964 - People
- 1965 - My Name Is Barbra
- 1965 - My Name Is Barbra, Two...
- 1966 - Color Me Barbra
- 1966 - Je m'appelle Barbra
- 1967 - Simply Streisand
- 1967 - A Christmas Album
- 1969 - What About Today?
- 1971 - Stoney End
- 1971 - Barbra Joan Streisand
- 1973 - Barbra Streisand...and Other Musical Instruments
- 1974 - The Way We Were
- 1974 - ButterFly
- 1975 - Lazy Afternoon
- 1976 - Classical Barbra
- 1977 - Streisand Superman
- 1978 - Songbird
- 1979 - Wet
- 1980 - Guilty
- 1984 - Emotion
- 1985 - The Broadway Album
- 1988 - Till I Loved You
- 1993 - Back to Broadway
- 1997 - Higher Ground
- 1999 - A Love Like Ours
- 2001 - Christmas Memories
- 2003 - The Movie Album
- 2005 - Guilty Pleasures
- 2009 - Love Is the Answer
- 2011 - What Matters Most
- 2014 - Partners
- 2016 - Encore: Movie Partners Sing Broadway
- 2018 - Walls
- 2025 - The Secret of Life: Partners, Volume Two

## Filmografia

### Cinema
| Ano  | Titulo                             | Papel                          | Notas                                      |
| ---- | ---------------------------------- | ------------------------------ | ------------------------------------------ |
| 1968 | Funny Girl                         | Fanny Brice                    |                                            |
| 1969 | Hello, Dolly!                      | Dolly Levi                     |                                            |
| 1970 | On a Clear Day You Can See Forever | Daisy Gamble / Melinda Tentres |                                            |
| 1970 | The Owl and the Pussycat           | Doris Wilgus                   |                                            |
| 1972 | What's Up, Doc?                    | Judy Maxwell                   |                                            |
| 1972 | Up the Sandbox                     | Margaret Reynolds              |                                            |
| 1973 | The Way We Were                    | Katie Morosky                  |                                            |
| 1974 | For Pete's Sake                    | Henrietta 'Henry' Robbins      |                                            |
| 1975 | Funny Lady                         | Fanny Brice                    |                                            |
| 1976 | A Star Is Born                     | Esther Hoffman Howard          | Também produtora                           |
| 1979 | The Main Event                     | Hillary Kramer                 |                                            |
| 1981 | All Night Long                     | Cheryl Gibbons                 |                                            |
| 1983 | Yentl                              | Yentl/Anshel                   | Também produtora, diretora e co-roteirista |
| 1987 | Nuts                               | Claudia Faith Draper           | Também produtora                           |
| 1991 | The Prince of Tides                | Dr. Susan Lowenstein           | Também produtora e diretora                |
| 1996 | The Mirror Has Two Faces           | Rose Morgan                    | Também produtora e diretora                |
| 2004 | Meet the Fockers                   | Roz Focker                     |                                            |
| 2010 | Little Fockers                     | Roz Focker                     |                                            |
| 2012 | The Guilt Trip                     | Joyce Brewster                 | Também produtora executiva                 |

### Televisão
| Ano  | Titulo                                                   | Notas |
| ---- | -------------------------------------------------------- | --- |
| 1965 | My Name Is Barbra                                        | Filmado em 1964; exibido na CBS em 28 de abril de 1965                                                                    |
| 1966 | Color Me Barbra                                          | Exibido na CBS em 11 de outubro de 1967                                                                                   |
| 1968 | A Happening in Central Park                              | Gravado em 17 de junho de 1967; exibido na CBS em 15 de setembro de 1968, para coincidir com o lançamento de Funny Girl   |
| 1973 | Barbra Streisand...and Other Musical Instruments         | Exibido na CBS em 2 de novembro de 1973                                                                                   |
| 1975 | Funny Girl to Funny Lady                                 | Exibido na ABC em 9 de março de 1975                                                                                      |
| 1976 | Barbra: With One More Look at You                        | |
| 1978 | Getting in Shape for The Main Event                      | |
| 1983 | A Film Is Born: The Making of 'Yentl                     | |
| 1986 | Putting it Together: The Making of The Broadway Album    | |
| 1986 | One Voice                                                | Gravado em 6 de setembro de 1986; exibido na HBO em 27 de dezembro de 1986                                                |
| 1994 | Barbra Streisand: The Concert                            | Gravado em 25 de julho de 1994; exibido na HBO em 21 de agosto de 1994Recorded July 24, 1994; também produtora e diretora |
| 2001 | Barbra Streisand: Timeless                               | Exibido na FOX em 14 de fevereiro de 2001; versão editada de 1 hora                                                       |
| 2009 | Streisand: Live in Concert                               | Filmado na Flórida em 2006; exibido na CBS em 25 de abril de 2009                                                         |
| 2011 | Barbra Streisand: One Night Only at The Village Vanguard | Estreou na PBS em 6 de agosto de 2011                                                                                     |
| 2013 | Barbra Streisand: Back to Brooklyn                       | Estreou na PBS em 29 de novembro de 2013                                                                                  |
| 2017 | The Music ... The Mem'ries ... The Magic!                | Estreou na Netflix em 22 de novembro de 2017                                                                              |